# 전압 나누개
전자공학에서 전압 나누개(영어: voltage divider. 전압 분할기, 전압 분배기) 또는 분압기(영어: potential divider. 전위 분배기)는 입력 전압(Vin)의 몇 분의 1에 해당하는 출력 전압(Vout)을 생성하는 수동 선형 회로이다. 전압 나눔(영어: voltage division. 전압 분할, 전압 분배)는 입력 전압을 분배기의 각 구성 요소에 분배하는 과정이다.
전압 나누개는 전류 분배 법칙과 비슷하다.
전자공학에서 전압분배법칙은 다른 전압 (Vin)에 비례하는 전압 (Vout)을 만들기 위해 사용하는 설계기술이다.

## 저항 분배

저항 분배의 도면. R_{1}은 V_{in}과 V_{out} 사이에 연결되고, R_{2}는 V_{out}와 그라운드 사이에 연결된다.

두 개의 저항기는 오른쪽 다이어그램에 보이는 것처럼 연결된다.
출력 전압 Vout는 아래처럼 Vin과 연관된다:
{\displaystyle V_{\mathrm {out} }={\frac {R_{2}}{R_{1}+R_{2}}}\cdot V_{\mathrm {in} }}
예시처럼, 만약 R1 = R2이라면
{\displaystyle V_{\mathrm {out} }={\frac {1}{2}}\cdot V_{\mathrm {in} }}
더 명확하고 실질적인 예시처, 만약 Vout=6V이고 Vin=9V (양쪽다 일반적으로 사용된 전압), 이라면:
{\displaystyle {\frac {V_{\mathrm {out} }}{V_{\mathrm {in} }}}={\frac {R_{2}}{R_{1}+R_{2}}}={\frac {6}{9}}={\frac {2}{3}}}
대수학을 사용해서 풀고, R2은 반드시 R1 값의 두배이다.
저항 분배의 경우 두 저항의 값에 따라 0과 1사이의 어떠한 전압비도 가능하다.

## 부하 전압 분배
(위의) 저항 분배 법칙은 분배가 부하가 안걸릴 경우에만 동작하는 것을 주의해라, 즉 부하저항은 무한하고 R1로 흐르는 모든 전류는 R2로 흘러간다. 만약 전류가 부하저항 (Vout)으로 흐르면, 부하저항은 Vout의 전압을 판별하기 위해서 반드시 R2과 병렬에서 고려되어야 한다. 이러한 경우에, Vout의 전압은 다음처럼 계산된다:
{\displaystyle V_{\mathrm {out} }={\frac {R_{2}\|R_{\mathrm {L} }}{R_{1}+R_{2}\|R_{\mathrm {L} }}}\cdot V_{\mathrm {in} }={\frac {R_{2}}{R_{1}+R_{2}+{\frac {R_{1}R_{2}}{R_{\mathrm {L} }}}}}\cdot V_{\mathrm {in} }}
여기서 RL은 R2와 병렬연결된 부하저항이다.

## 임피던스 분배
전압 분배는 일반적으로 두개의 저항을 사용하지만, 축전기, 인덕터, 조합된 임피던스가 사용될 수 있다. 일반적인 임피던스 Z1와 Z2에서, 전압이 된다.
{\displaystyle V_{\mathrm {out} }={\frac {Z_{2}}{Z_{1}+Z_{2}}}\cdot V_{\mathrm {in} }}

축전기를 사용한 전압분배의 도면. 저항기는 V_{in} 과 V_{out} 사이에 연결된다. 캡은 V_{out}와 그라운드 사이에 연결된다.

예시로, 분배는 저항기와 축전기로 만들 수 있다
저항기의 임피던스는 간단히 그것의 저항이다
{\displaystyle Z_{\mathrm {R} }=R}
축전기의 임피던스는 저주파에 큰 저항이고 고주파에 작은 저항이다. 정확한 공식은 다음과 같다:
{\displaystyle Z_{\mathrm {C} }={1 \over j\omega C}}
여기서 j는 허수 단위이고, ω는 초당 라디안의 주파수이다. 그러면 이 분배는 아래와 같은 전압비율을 갖게 될 것이다:
{\displaystyle {V_{\mathrm {out} } \over V_{\mathrm {in} }}={Z_{\mathrm {C} } \over Z_{\mathrm {C} }+Z_{\mathrm {R} }}={{1 \over j\omega C} \over {1 \over j\omega C}+R}={1 \over 1+Rj\omega C}}
주파수에 의존적인 비율은 주파수 증가에 이 경우는 감소된다. 이 회로는, 사실상, 기본 (1차) 로우패스 필터이며, 혹은 세계의 라디오에서, 고음차단 필터이다. 비율은 허수를 포함하고, 실제로 필터의 증폭과 위상 시프트 정보를 포함한다. 단지 증폭률을 추출하기 위해서, 비율의 크기를 계산하거나, 임피던스 대신에 커패시터의 리액턴스를 사용한다.

## 같이 보기
- 전류 분배 법칙
- 전위차계
- 휘트스톤 브리지